# Evangelisch-lutherisches Pfarrhaus (Gattenhofen)

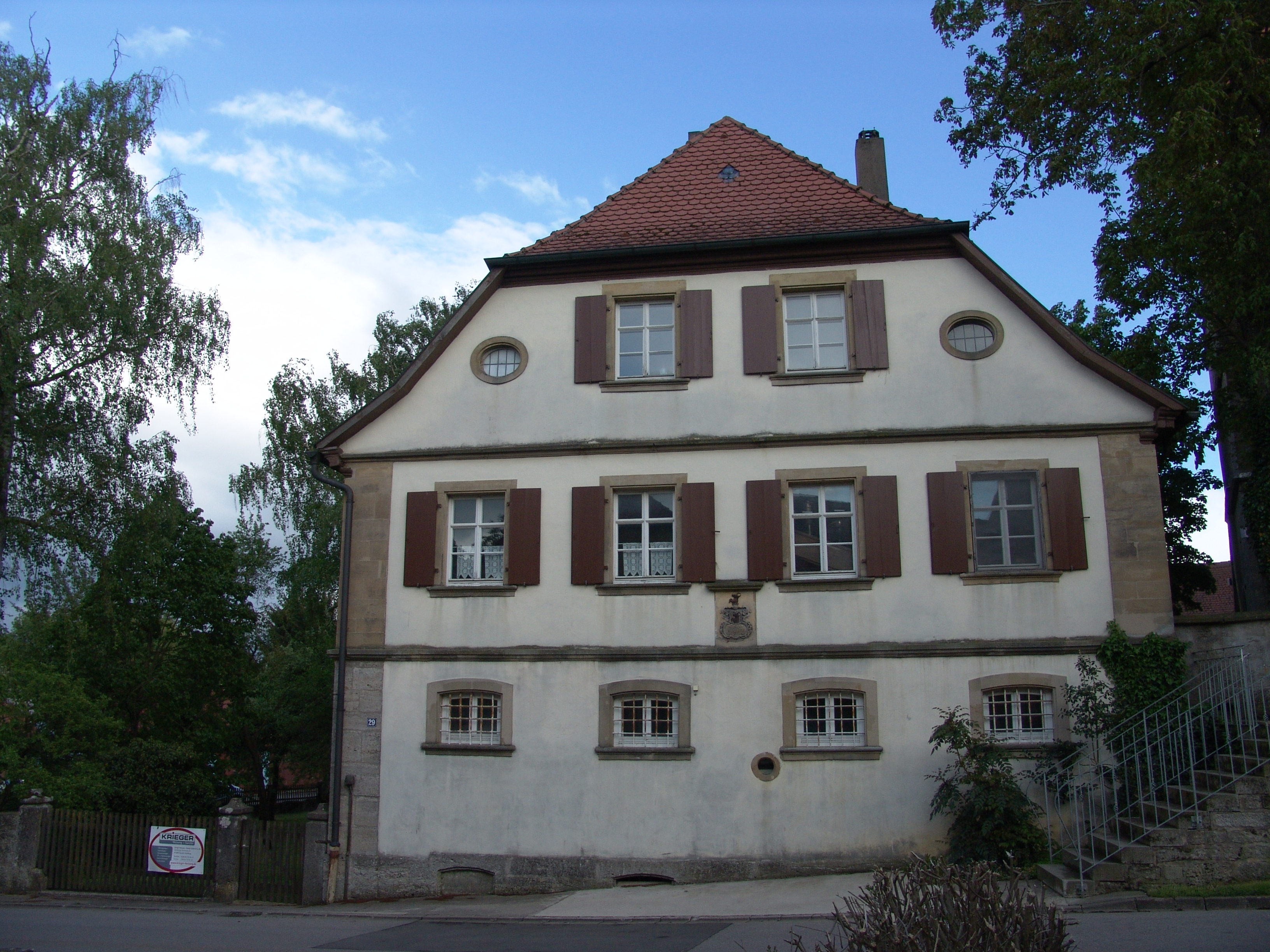
Pfarrhaus in Gattenhofen

Das Pfarrhaus in Gattenhofen, einem Gemeindeteil von Steinsfeld im mittelfränkischen Landkreis Ansbach in Bayern, wurde 1778 errichtet. Das Pfarrhaus mit der Adresse Gattenhofen 29 neben der Pfarrkirche St. Michael ist ein geschütztes Baudenkmal.
Der ein- bis zweigeschossige Krüppelwalmdachbau in Hanglage mit mittigem Zwerchhaus, Eckquaderung und Gurtgesims besitzt Hausteinelemente an Tür- und Fensteröffnungen. Unter der Freitreppe ist ein rundbogiger Kellerabgang.
Die Einfriedung, eine Gartenmauer mit Steinpfosten, ist mit der Jahreszahl 1789 bezeichnet.